# Ostrołęka (stacja kolejowa)
Ostrołęka – stacja kolejowa w Ostrołęce, w woj. mazowieckim, w Polsce.

## Ruch pasażerski
| Rok  | Wymiana pasażerska na dobę |
| ---- | -------------------------- |
| 2017 | 300-499                    |
| 2022 | 300-499                    |
| 2024 | 700-999                    |

Stacja posiada dwa perony: pierwszy, jednokrawędziowy, niski o długości 362 m, drugi – dwukrawędziowy, niski o długości 291 m.
Historia kolei w Ostrołęce sięga roku 1893 kiedy to uruchomiono połączenie kolejowe z Małkinią i Łapami, a co za tym szło – także z Warszawą i Białymstokiem. Obecnie przez miasto przebiegają 3 linie kolejowe. Linia kolejowa nr 35 z Ostrołęki do Szczytna czynna od marca 2023 r. na odcinku do Chorzel, i od grudnia 2023 r. czynna na całej długości tejże linii, a także linia kolejowa nr 36 do Łap z rozgałęzieniem do Białegostoku i linia kolejowa nr 29 z Tłuszcza do Ostrołęki. Znajduje się na niej 16 stacji. We wrześniu 2007 r. ponownie zostało uruchomione bezpośrednie połączenie kolejowe Ostrołęka – Warszawa i Warszawa – Ostrołęka. Następnie w marcu 2024 r. przywrócono połączenia Ostrołęka – Białystok (2 pary), a w grudniu 2024 r. bezpośrednie połączenie Ostrołęka – Olsztyn (1 para).
Obecny budynek dworca został zbudowany podczas 20-lecia międzywojennego, lecz przez krótki czas po wojnie dworzec był przeniesiony o ok. 200 metrów dalej (w stronę wsi Tobolice) do ceglanego małego budynku.
Dnia 20 lipca 2018 roku zatwierdzono przez Komitet Sterujący Komponentu Kolejowego Centralnego Portu Komunikacyjnego nową linię kolejową przebiegającą przez Ostrołękę, a mianowicie Warszawa – Ostrołęka – Pisz – Giżycko.